# Бостанджі

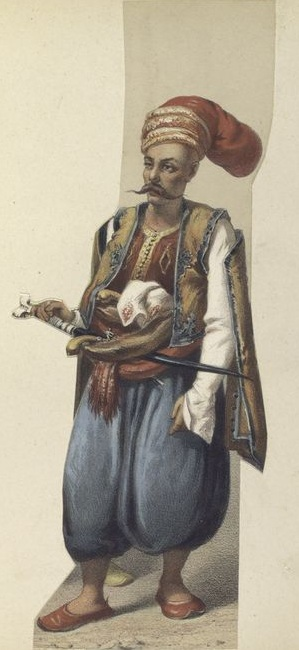
Бостанджі. Туреччина, 1820. Колекція Вінкьойзена

Бостанджі (від тур. bostancı, досл. «садівник») — лейбгвардія султана Османської імперії, яка охороняла султана та палац, а також виконувала інші завдання для двору.

## Опис
Основним їхнім завданням була зовнішня охорона палацу султана. При цьому їм було надано поліцейські функції. Частина охоронців була придворними слугами, вони несли особисту охорону султана та виконували його вказівки щодо усунення неугодних. Вони мали великий вплив при дворі, часто призначалися  великими візирами. Начальник корпусу називався Бостанджі-паша.
Менш привілейовані бостанджі виконували й не пов'язані з охороною обов'язки, потрібні двору: заготовляли матеріали для побудови палаців і мечетей, перевозили вантажі, працювали на городах (під Стамбулом, Едірне і Геліболу), гасили пожежі.
У XVII столітті їхня чисельність зберігалася в діапазоні від двох до двох з половиною тисяч, з яких 300—400 були придворними слугами.

## Галерея

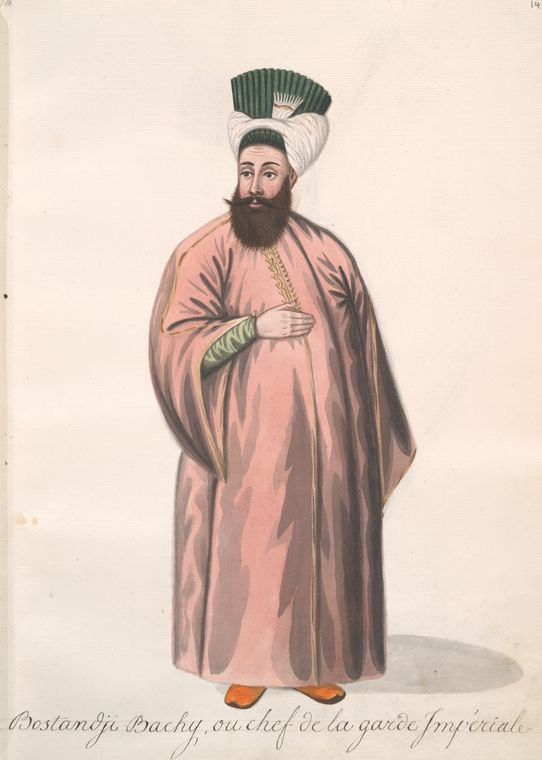
Бостанджі-баші, начальник варти султана.
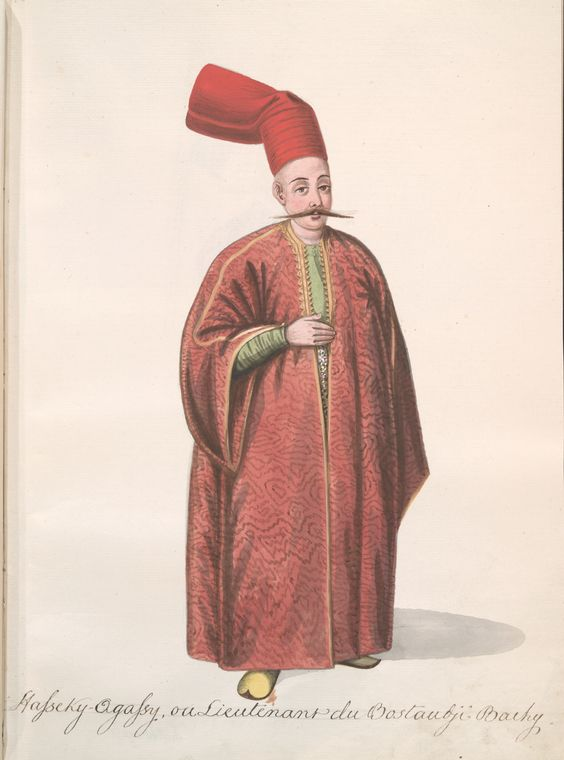
Хасекі-агасі, лейтенант варти султана.
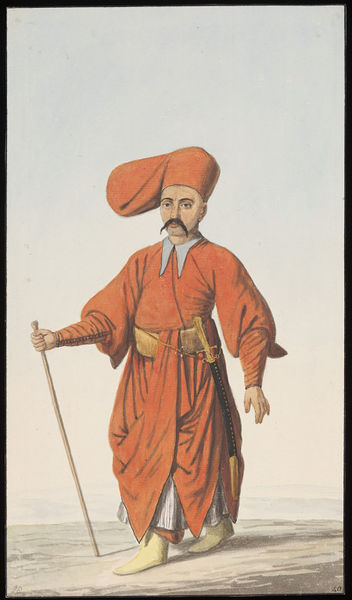
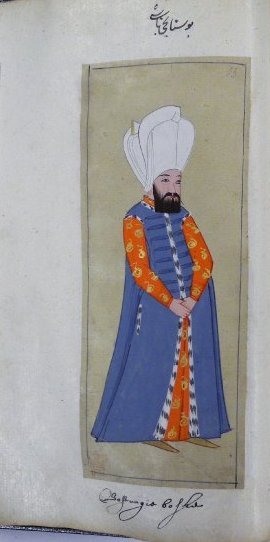